# Mandan

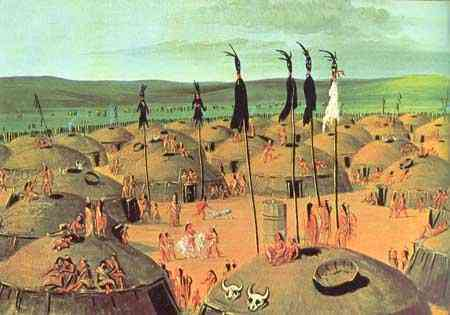
Mandanby omkring 1833. Målning av George Catlin.

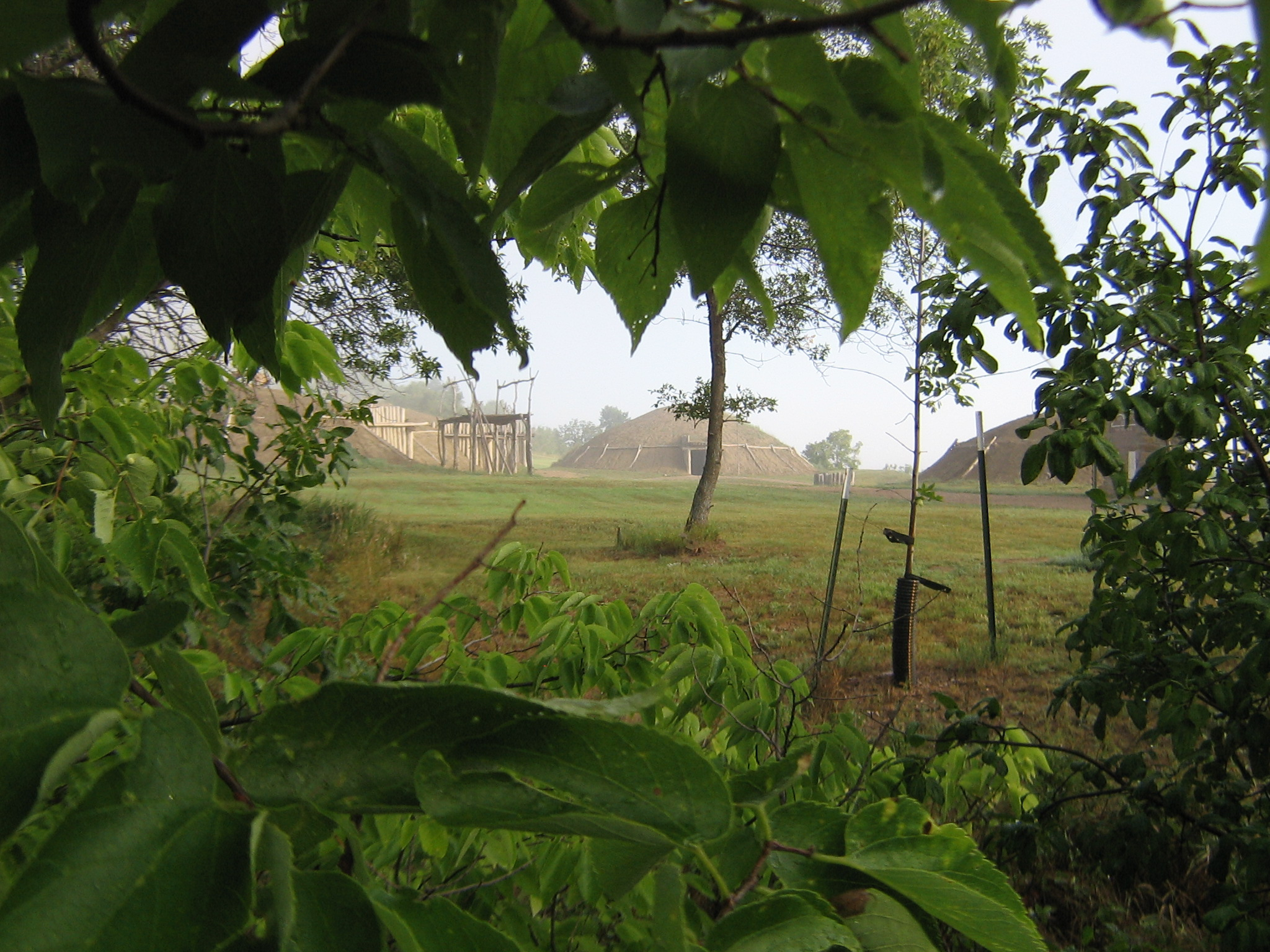
En rekonstruerad mandanby.

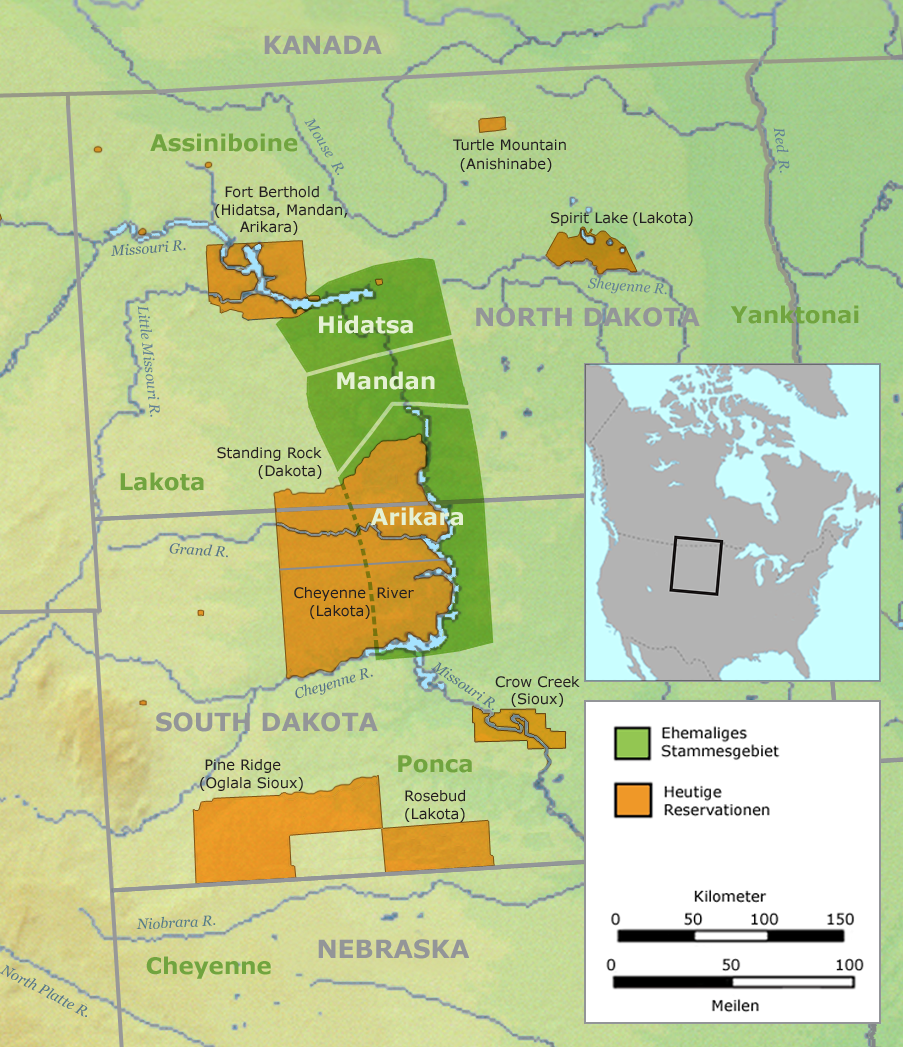
Hidatsa, Mandan och Arikaras utbredningsområde. (Grönt = traditionella territorier. Orange = moderna reservat.)

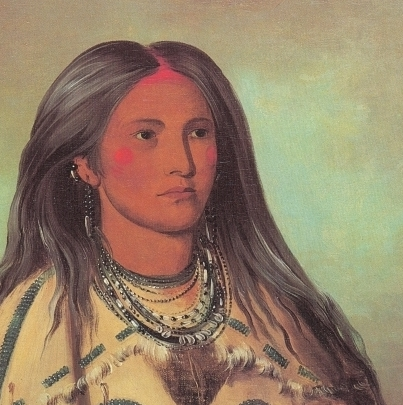
Shakóka ("mynta"), ung mandankvinna. Ett av Catlins mest kända porträtt, 1832

Mandaner, egentligen Ruwangkaki ("människor”) är ett siouxspråkigt nordamerikanskt indianfolk. Namnet är en engelsk form av Mawatana, vilket var de språkligt besläktade dakotaindianernas namn på stammen.
Vid folkräkningen 2000 rapporterade 1 303 människor att de räknade de sig helt eller delvis som mandaner.

## Historia

### Migration västerut
Mandan som primärt var jordbrukare och jägare (även kommersiell pälsjakt) vandrade under 1600-talet från sina äldsta kända vistelseområden vid Ohiofloden till Missourifloden och slog sig ner vid bifloderna Knife River och Heart River där deras första belagda kontakt med de vita (fransk-kanadensare) ägde rum 1738. Mötet var fredligt och resulterade i långvariga handelsförbindelser med de vita.

### Konflikter
Kontakterna med omkringboende stammar var däremot mindre fredliga, inte minst på grund av konkurrens om den lukrativa handeln. Berättelser om hårda strider mot assiniboiner och lakotasiouxer utgör en stor del av stammens historiska legendförråd.
Målaren George Catlin, som under 1830-talet tillbringade några månader hos Mandan beskrev i sina anteckningar kråkindianernas krigståg mot mandanstammen. Hotet avvärjdes den gången genom att mandanstammens krigshövding Mato topa (”fyra björnar”) antog en utmaning att avgöra kriget genom en tvekamp med Kråkindianernas krigshövding. Mato topa sårades svårt men lyckades döda sin motståndare och Kråkindianerna återvände hem.

### Smittkoppsepidemier
Åren 1837–1838 drabbades mandanstammen av den värsta smittkoppsepidemin i en lång serie av sådana som redan då reducerat antalet mandanbyar från nio till två. Enligt Catlin överlevde endast 37 av cirka 2000 indianer i den mandanby som han hade besökt. Totalt beräknas endast omkring 125 mandanindianer ha överlevt epidemin. Den återstående gruppen slog sig 1845 permanent ihop med en annan stam, hidatsaerna, med vilken de redan under 1700-talet knutit en allians för att kunna avvärja hotet från lakotasiouxerna som börjat röra sig västerut. Tillsammans flyttade de norrut till en ny boplats vid Missourifloden, där 1862 en tredje hårt drabbad grupp, arikarastammen, anslöt sig till unionen som består än i dag. Unionen formaliserades 1934 även av USA:s regering genom Indian Reorganization Act som administrativt sammanslog de tre stammarna under beteckningen Mandan, Hidatsa, and Arikara Nation.

## Sociala strukturer
Mandansamhället hade vissa drag av matriarkat, bland annat byggdes och ägdes deras stora jordhus och till dem hörande trädgårdar med nyttoväxter av kvinnorna. Husen, i vilka normalt 30-40 personer bodde, ärvdes också på kvinnolinjen. Stammens indelning i 13 "sällskap" (”bands”) utgick däremot från männen, närmare bestämt stammens särskilt framgångsrika jägare. Denna indelning i jaktlag förväxlas ofta med den klanindelning som styrde äktenskap och andra sociala sammanhang. Troligen har denna förväxling något samband med att den närbesläktade hidatsagruppen Awatixa hade 13 klaner, medan mandanerna endast hade fyra.

## Språket
Mandanspråket är starkt utrotningshotat, endast sex talare återstod 1999. Samtliga sex var genuint tvåspråkiga hidatsaer. Catlin noterade redan på 1830-talet att blandäktenskap mellan de två stammarna var oerhört vanliga och att så gott som alla mandaner redan då kunde sina allierades språk flytande och tvärtom.
En återkommande missuppfattning är att mandanspråket har ett släktskap med walesiska. Detta grundar sig på uppgifter i ett brev Catlin skrev, där han tog upp en handfull walesiska pronomen som han tyckte lät liknande ett antal närbesläktade prefix i mandanspråket. Något samband eller släktskap mellan språken finns dock inte.

## Ritual

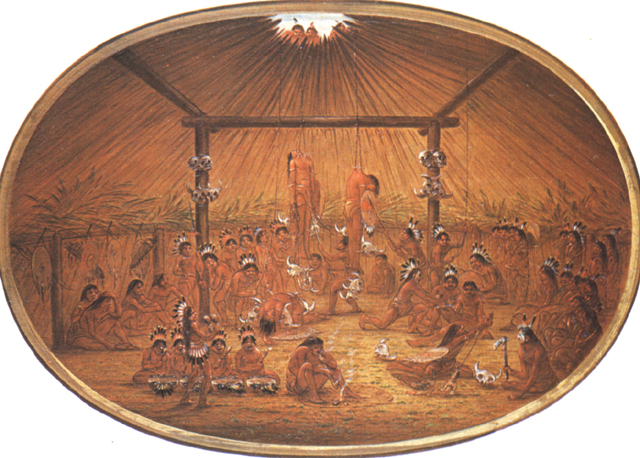
Mandanernas okipa-ceremoni. Målning av George Catlin.

En av stammens ritualer (Okipa) har blivit känd för eftervärlden genom filmen A man called horse, där riten i fråga porträtterades av Richard Harris. Den innebar att frivilliga krigare upphissades i luften med rep som fästs vid benbitar vilka i sin tur stuckits in i bröst- eller ryggmuskulaturen. Syftet med den plågsamma ceremonin var att locka bison till stammen som inte bedrev aktiv jakt på den.